# Hypolimnas lacteolus
Hypolimnas lacteolus är en fjärilsart som beskrevs av Gmelin 1788/91. Hypolimnas lacteolus ingår i släktet Hypolimnas och familjen praktfjärilar. Inga underarter finns listade i Catalogue of Life.